# Киген, Уилфред
Уилфред Кибет Киген — кенийский легкоатлет, марафонец.
С детства был вынужден бегать по 20 километров в день в школу и обратно. Его отец погиб в 1995 году в автомобильной катастрофе. В настоящее время вместе с женой и пятью детьми проживает в Нгонге. Его двоюродный брат Уилсон Киген также известный бегун. 
Заниматься бегом на длинные дистанции ему посоветовал его друг Уилсон Бойт Кипкетер — экс рекордсмен мира в беге на 3000 метров с/п. Широкую известность получил в 2004 году, когда занял пятое место на дебютном Гамбургском марафоне показав результат 2:11.52 и занял четвёртое место на Амстердамском марафоне с результатом 2:12.05.

## Достижения
- 2-е место на Гамбургском марафоне 2005 года — 2:09.18
- Победитель Франкфуртского марафона 2005 года — 2:08.29
- Победитель Франкфуртского марафона 2006 года — 2:09.06
- 2-е место на Гамбургском марафоне 2007 года — 2:07.33
- Победитель Франкфуртского марафона 2007 года — 2:07.58
- 2-е место на Гамбургском марафоне 2008 года — 2:07.48
- Победитель Гамбургского марафона 2010 года — 2:09.22